# 엔젤전설
《엔젤전설》(エンジェル伝説)은 야기 노리히로의 학원물이자 코미디물 만화이다. 1992년부터 2000년까지 《월간 소년 점프》에 연재되었다. 1996년 8월 도에이 애니메이션에서 OVA를 제작했다. 단행본은 15권 분량이다. 한국어로도 학산코믹스에서 15권 분량으로 단행본을 발매했다.

## 스토리
한 현립고등학교에 전학온 기타노 세이치로는 천사와 같은 마음씨를 지닌 학생이다. 그러나 그의 외모는 악마와도 같아 모두를 얼어붙게 만든다. 학교는 그의 등장으로 크게 출렁이게 되며 얼마 지나지 않아 기타노는 자신의 뜻과는 관계없이 학교의 캡짱으로 등극한다. 소문은 계속 퍼져 이웃 학교의 주먹들까지 기타노와 자웅을 겨루려 하는데...

## 등장 인물
괄호 안은 OVA판 성우.
기타노 세이치로(토비타 노부오)
주인공. 헤키쿠 고교 1학년 11반에 전학왔다. 천사와 같이 순박한 마음과 악마와 같이 무서운 외모를 지닌 학생. 전학 온 지 하루 만에 위험 인물로 지목되어 학교를 공포에 빠뜨리며, 캡짱의 지위를 얻는다. 본인은 싸움을 싫어하지만, 스스로도 알지 못하는 뛰어난 격투 센스를 지니고 있다. 주특기는 혼신의 힘을 실은 쌍장타(그러나 무의식적으로 발동된다)로 아무리 강한 상대라도 일격에 공중으로 수 미터 날려 쓰러뜨리는 위력을 지닌다. 흥분하거나 놀라면 의도한 말 대신 알 수 없는 괴성을 지른다. 시력이 나쁘기 때문에 콘텍트 렌즈를 하고 있음.
전적: 18승 1패 2무 2무효
구로다 세이키치(이시이 코지)
기타노가 전학오기 전까지 헤키쿠 고교의 캡짱을 차지하고 있었음. 펀치 파마 머리를 하고 있으며 언제나 부하 두 명과 함께 다닌다. 외모와는 달리 실력은 보잘것 없으며, 강자에게 약하고 약자에게 강하며, 덩치는 좋으나 겁이 많다. 공부는 최악이며, 스다나 부하들의 말에 휩쓸리는 등 단순한 성격이다.
기타노를 존경하고 있으며, 코이소 료코에게 한눈에 반해 계속 쫓아다닌다. 등장 때는 3학년 4반.
전적: 4승 13패(부하 2명과 함께 싸운 것 포함)
코이소 료코(사쿠라이 토모)
헤키쿠 고교 1학년 7반. 검은 머리를 땋은 미소녀. 아버지는 고무술 도장의 관장이며 따라서 어려서부터 무도를 배운 격투의 달인이다. 작품 내에서도 최강의 실력을 자랑하며 불량 학생들을 곧잘 혼내주곤 한다. 기타노를 처음 봤을 때는 악당으로 생각하였으나 진정한 모습을 알게 된 뒤 그를 가장 잘 이해하는 사람이 된다.
전적: 13승 1패 1무 1무효
히라야마 이쿠코
연재 초기에는 '코이소 료코의 친구 A'로 불렸으나, 이후 성과 이름이 차례로 밝혀진다. 료코와 함께 붙어 다니는 단짝으로 역시 기타노의 진정한 모습을 알고 있다.
다케히사 유지
기타노와 같은 반으로 등장한다. 작은 몸집에도 불구하고 뛰어난 싸움꾼이다. 입학 때 교사를 때려 정학당하고 징계 기간이 풀려 학교로 복귀했으나, 기타노에게 제압(기타노는 그렇게 생각하지 않음)당하고 스스로 기타노의 동생이 된다. 기타노가 처음으로 친구로 사귀었다고 생각한 인물. 연재 후반에 이르면 기타노가 깡패가 아닌 평범한 학생임을 깨닫지만, 기타노를 위하는 마음은 변하지 않는다.
폭력적인 성향을 지니고 있으나 일반 학생들은 건드리지 않는다. 기타노의 밑에 들어간 뒤에도 많은 싸움을 거치면서 전투력이 향상되어 간다.
전적: 11승 3패
시라타키 이쿠노
기타노를 제압하기 위해 아버지와 함께 전학온 격투 미소녀. 갈색 단발머리. 파워보다는 기술과 스피드를 중시한다. 전학 첫날부터 소란을 일으키지만 이후 기타노를 알게 된 뒤 화해한다. 차갑고 접근하기 어려운 인상이지만, 기타노의 진실을 알고 있는 친구들 사이에서는 높은 신뢰를 받는다. 1학년 12반.
차기작 클레이모어 주인공 클레어의 원형이다.
전적: 9승 1패 2무
오기스 타카시
현란한 빨강머리와 삼백안으로 주변을 공포에 떨게 하며, 기타노를 쓰러뜨리고 자기가 캡짱이 되려고 한다. 의도치 않은 연승을 달리던 기타노를 최초로 쓰러뜨린 남자. 그러나 이후 구로다와의 싸움 때 기타노의 쌍장파를 맞는다.
스다
학생회장. 미남에 엘리트이며 학교에서 수많은 여학생들의 선망의 대상이다. 그러나 실제로 인기를 얻기 위해 수단과 방법을 가리지 않는 책략가로, 기타노를 위험인물로 지목하고 그를 위기에 몰아넣기 위해 애를 쓴다. 이후 료코의 폭로로 신망을 잃는다.
코이데
안경을 쓴 부회장. 스토커 같은 정보수집능력을 갖고 있다. 스다 회장의 충실한 오른팔.
시라타키
이쿠노의 아버지. 머리숱은 적지만 무도가로서의 자질은 최고. 기타노를 쓰러뜨리기 위한 목적으로 학교에 부임해 온다. 상담차 학교를 방문한 료코와 기타노의 아버지와 대면하여, 서로 오해하고 격투를 벌이기도 한다. 귀신이 나올 것 같은 흉가에서 이쿠노와 함께 살고 있음.
코이소 헤이조
료코의 아버지. 요시코에게 고무술을 가르쳤으며, 외동딸을 끔찍이 생각하며, 따라서 기타노를 위험요소로 생각하고 제압하려 한다. 큰 덩치에 수염을 기르고 있으며 제3자에게 야쿠자로 인식된다.
히시다 하루카
시라타키 선생의 뒤를 이어 생활지도원으로 기타노의 학교에 온다. 불량학생 선도라는 사명감에 불타지만, 손을 대는 일마다 꼬이게 된다.
헤키쿠 고교의 교장선생님
대머리의 교장선생님. 기타노를 학교의 위험요소로 경계하는, 기타노를 가장 크게 오해하는 사람. 전학 온 기타노를 대면하고 위험인물이라고 판단한 뒤, 퇴학을 시키기 위해 온갖 수를 쓰지만 성공하지는 못한다.
시라이시
1학년 11반 기타노의 담임선생님. 기타노를 외모만 보고 적대시하는 교장과는 달리, 기타노의 편에 서서 변호를 해 주려고 하는, 착실한 사람이다.
카부라기 키요미
인근 사립학교 사진부 부장. 흉행요소를 찾아다니다 괴기스러운 기타노를 좋은 소재로 생각하고 집요하게 쫓아다닌다.
기타노 류이치로(기타노의 아버지)
기타노에 맞먹는 외모와 거대한 덩치로, 아들과 마찬가지로 학창 시절부터 본인의 의사와는 관계 없이 캡짱으로 불려 왔다. 수십 명에게 둘러싸여 맞아도 상처 하나 나지 않는 강철같은 육체를 갖고 있다. 아들처럼 온화하고 상냥한 인물. 외모 때문에 출근 택시를 잡지 못한다.
기타노 미도리(기타노의 어머니)
고교 시절 류이치로와 만났음. 아름다운 외모의 소유자이지만, 섬뜩한 분위기를 풍기기 때문에 그녀를 처음 본 주변인들의 간담을 서늘하게 만든다.
할포드 (아버지)
레오와 사나의 아버지로, 원래 미국 사람. 일본에 온 지 20년이 되어가지만 아직도 일본말에 서투르고 젓가락질을 못하며 이상한 문장을 곧잘 사용한다. 평범한 샐러리맨이지만 위기 상황에서는 기타노를 맨손으로 가볍게 던지는 등 평범하지 않은 신체 능력을 자랑한다. 사교적인 성격으로 기타노와 두 번째 만났을 때는 마음을 터놓고 대화하게 된다.
할포드 (어머니)
레오와 사나의 어머니. 일본인이며 전업 주부. 나머지 가족 세 명이 기타노 일가를 보고 공포에 질리는 것과는 달리 그리 경계하지 않고 가까워지는 모습을 보인다.
레오 할포드
할포드 가의 장남이며 중학생. 가족이 악마(기타노)에게 속고 있다고 믿어 이쿠노에게 악마를 쓰려뜨려 줄 것을 부탁한다. 금발 머리와는 달리 영어는 전혀 못함.
사나 할포드
레오의 여동생으로 차녀이며 역시 중학생. 떨어뜨린 동전을 주워주는 기타노가 자신을 해치려 하는 악마라고 오해하며, 공포로 도망치는 와중 공사 현장 구덩이에 기타노와 함께 빠진다. 이후 기타노를 '좋은 악마'라고 부르며 따라다녀, 료코가 질투의 감정을 느끼게 만들기도 한다. 역시 영어는 전혀 못함.

### 서평
- 문화일보: 이영희기자의 만화창고 - 엔젤전설 (2002-10-09)
- 오마이뉴스: 내가 어떤 사람으로 보여? (2006-07-03)[깨진 링크(과거 내용 찾기)]